# Rosa moyesii
Rosa moyesii — вид рослин з родини трояндових (Rosaceae); ендемік Китаю.

## Біоморфологічна характеристика
Кущ 1–4 метри заввишки. Гілочки циліндричні, голі або рідко дрібно запушені; колючки відсутні або є, парні внизу листя, прямі або злегка зігнуті, до 5 мм, міцні, плоскі, звужуються знизу до широкої основи. Листки включно з ніжками 7–13 см; прилистки широкі, здебільшого прилягають до ніжки, вільні частини довго яйцюваті, голі, край залозисто пилчастий, верхівка гостра; остови й ніжки дрібно запушені, залозисто запушені, рідко дрібно колючі; листочків 7–13, яйцюваті, еліптичні або довгасто-яйцюваті, 1–5 × 0.8–2.5 см, знизу щільно запушені або лише вздовж жилок запушені, зверху голі, основа майже округла або широко клиноподібна, край гостро просто пилчастий, вершина гостра або округло тупа. Квітки поодинокі або 2 або 3, 4–6 см у діаметрі. Чашолистків 5, яйцюваті. Пелюсток 5, насичено-червоні, широко зворотно-яйцюваті, основа широко клиноподібна, верхівка виїмчаста. Цинародії пурпурно-червоні або оранжево-червоні, кулясто-яйцюваті, до 5 см, 1–2 см у діаметрі, з короткою шийкою, залозисті, зі стійкими випростаними чашолистками. Період цвітіння: червень — липень; період плодоношення: серпень — жовтень.

## Поширення й умови зростання
Ендемік Китаю: Сичуань, Юньнань, Тибет. Населяє чагарники, схили; на висотах 2700–3800 метрів.